# Nadleśnictwo Kańczuga
Nadleśnictwo Kańczuga – jednostka organizacyjna Lasów Państwowych podległa Regionalnej Dyrekcji Lasów Państwowych w Krośnie. Siedziba Nadleśnictwa znajduje się w Kańczudze w powiecie przeworskim, w województwie podkarpackim.
Nadleśnictwo obejmuje część powiatów jarosławskiego, łańcuckiego, przemyskiego, przeworskiego i rzeszowskiego.

## Historia
Nadleśnictwo Kańczuga powstało w 1945. 21 grudnia 1972 połączono Nadleśnictwa Kańczuga i Pruchnik.

## Ochrona przyrody
Na terenie nadleśnictwa znajduje się jeden rezerwat przyrody: Husówka oraz część Parku Krajobrazowego Pogórza Przemyskiego.

## Drzewostany
Typy siedliskowe lasów nadleśnictwa (z ich udziałem procentowym):
- las wyżynny świeży 98,1%
- las wyżynny wilgotny 0,8%
- las łęgowy wyżynny 0,5%
- las mieszany świeży 0,2%
- las łęgowy wyżynny 0,38%
- ols jesionowy wyżynny 0,2%
- las mieszany wilgotny 0,1%
- ols 0,1%

Gatunki lasotwórcze lasów nadleśnictwa (z ich udziałem procentowym):
- buk 32%
- jodła 27%
- sosna 11%
- dąb 10%
- modrzew 7%
- grab 5%
- i inne gatunki